# Санта Луча (Сијена)
Санта Луча је насеље у Италији у округу Сијена, региону Тоскана.
Према процени из 2011. у насељу је живело 371 становника. Насеље се налази на надморској висини од 265 м.